# Roberto Almagià
Roberto Almagià (geboren 17. Juni 1884 in Florenz; gestorben 13. Mai 1962 in Rom) war ein italienischer Geograph.

## Werdegang
Almagià wuchs in einem einflussreichen jüdischen Elternhaus auf. Die ersten Jahre seines Lebens verbrachte er in seiner Geburtsstadt Florenz. 1894 zogen seine Eltern nach Rom und Roberto Almagià besuchte dort das Tasso-Gymnasium. Anschließend studierte er Geographie bei Giuseppe Dalla Vedova an der Universität La Sapienza.
Nach seiner Laurea unterrichtete er ab 1907 an verschiedenen höheren technischen Schulen, zunächst in Terni und später in L’Aquila und Neapel. 1911 konnte er sich bei einer öffentlichen Stellenausschreibung für den Lehrstuhl für Geographie an der Universität Padua erfolgreich bewerben. Nach vier Jahren wechselte er 1915 von Padua nach Rom an den Lehrstuhl für Geographie der La Sapienza.
1917 heiratete er die Tochter des Geographen Attilio Mori. In der Folge näherte er sich den Lehren von Olinto Marinelli an, der zusammen mit Dalla Vedova die italienische Geographie zu Beginn des 20. Jahrhunderts wesentlich beeinflusste. Nach dem Tod von Marinelli 1926, Dalle Vedova war bereits 1919 gestorben, wurde Almagià zum unangefochtenen Kopf unter den italienischen Geographen. Diese führende Position nahm er fast ununterbrochen bis zu seinem Tode 1962 ein. Lediglich nach der Verabschiedung der Italienischen Rassengesetze 1938 musste er seine Lehrtätigkeit unterbrechen und im Vatikan Zuflucht suchen. Dort publizierte er aber unter dem Pseudonym Bernardo Varenio weiter. 1945 erhielt er seinen Lehrstuhl an der Sapienza zurück, den er bis 1959 innehatte.
Roberto Almagià beschäftigte sich intensiv mit Geographie- und Kartographiegeschichte, für die er in Italien entscheidende Impulse gab. Sein Werk ist von den Lehren des Geographen und Geologen William Morris Davis und vom idealistischen Historismus des Benedetto Croce beeinflusst. Das geografische Wissen ist dabei eng mit Natur-, Geistes- und Sozialwissenschaften verwoben und zeichnet sich durch eine große Aufmerksamkeit für den historischen Diskurs und eine ständige Sorge um die Methodologie aus.
Sein besonderes Interesse galt der historischen Kartographie. Mit Hilfe von Archivrecherchen rekonstruierte er das Leben und die Produktion der einflussreichsten Kartographen des 16. und 17. Jahrhunderts. Dabei entdeckte er Karten und Dokumente, die lange Zeit in Vergessenheit geraten waren, darunter Arbeiten von Benedetto Bordone, Giacomo Gastaldi Lukas Holste und Pirro Ligorio. Seine Arbeiten gelten als grundlegend für die Rekonstruktion der Geschichte der modernen europäischen Kartographie.
1923 wurde ihm der Preis Malte Brun  der Société de Géographie verliehen. 1952 wurde er mit der Cullum Geographical Medal der American Geographical Society und 1959 mit der Victoria Medal der Royal Geographical Society ausgezeichnet. Außerdem war er Träger der Franz-von-Hauer-Medaille der Österreichischen Geographischen Gesellschaft. Von 1920 bis zu seinem Tode leitete er mit Unterbrechungen mit der Rivista geografica italiana, die damals wichtigste italienischsprachige Fachzeitschrift für Geographie. Des Weiteren leitete er die Redaktion Geographie bei Treccani. Er war Ehrenmitglied der Società Geografica Italiana sowie der Royal Geographical Society und gehörte dem CNR an.

## Veröffentlichungen (Auswahl)
- Studî geografici sulle frane in Italia. Società Geografica Italiana, Rom 1907–1910.
- Monumenta Italiae cartographica. I.G.M., Florenz 1929.
- L’Albania. Cremonese, Rom 1930.
- I primi esploratori dell’America. Libreria dello Stato, Rom 1937.
- Monumenta cartographica Vaticana. (4 Bände) Biblioteca Apostolica Vaticana, Vatikanstadt 1944–1955.
- Fondamenti di geografia generale. Perrella, Rom/Neapel 1945–1946.
- L’Italia. (2 Bände), UTET, Turin 1959.